# نهائي كأس ألمانيا 1997
نهائي كأس ألمانيا 1997 هي المباراة النهائية من منافسة كأس ألمانيا 1996–97، أقيمت المباراة في 14 يونيو 1997، في الملعب الأولمبي، بين فريقي نادي شتوتغارت، وإنيرجي كوتبوس، وفاز فيها نادي شتوتغارت، بعد أن هزم إنيرجي كوتبوس، بنتيجة 2 - 0، وكان حكم المباراة Edgar Steinborn ‏، وحضر المباراة 76400 شخصاً.

## تفاصيل المباراة
لعبت المباراة النهائية في 14 يونيو 1997.
| نادي شتوتغارت                         | 2 -0 | إنيرجي كوتبوس |
| ------------------------------------- | ---- | ------------- |
| جيوفاني إلبر 18 ' · جيوفاني إلبر 52 ' |      |               |